# Llei de Goodhart
La llei de Goodhart enuncia que
quan un indicador socioeconòmic o una altra mesura substitutiva es converteix en l'objectiu de polítiques socioeconòmiques, perd el contingut informatiu que podia qualificar-la per a jugar aquest paper
El seu promotor, Charles Goodhart, que va ser assessor del Banc d'Anglaterra i professor emèrit de la London School of Economics, va donar nom a la llei.
Goodhart va enunciar en un article la llei per primera vegada en 1975, guanyant popularitat amb l'intent per part del govern del Regne Unit de Margaret Thatcher de dirigir la política monetària sobre la base dels objectius de la massa monetària en sentit ampli i estret, encara que tal idea fos molt més antiga. Idees molt similars es coneixen amb altres noms, i.g., la llei de Campbell (1976) i la crítica de Lucas (1976). La llei està implícita en la idea econòmica de les expectatives racionals.
A pesar que es va originar en el context de les respostes del mercat, la llei té implicacions profundes per a la selecció dels objectius d'alt nivell en les organitzacions.
S'ha enunciat que l'estabilitat de la recuperació econòmica que va tenir lloc en el Regne Unit sota el govern de John Major a partir de la fi de 1992, i va ser el resultat de la llei de Goodhart inversa: si la credibilitat econòmica d'un govern està prou danyada, llavors els seus objectius es veuen com a irrellevants i els indicadors econòmics recuperen la seva fiabilitat com a guia per a les polítiques econòmiques.

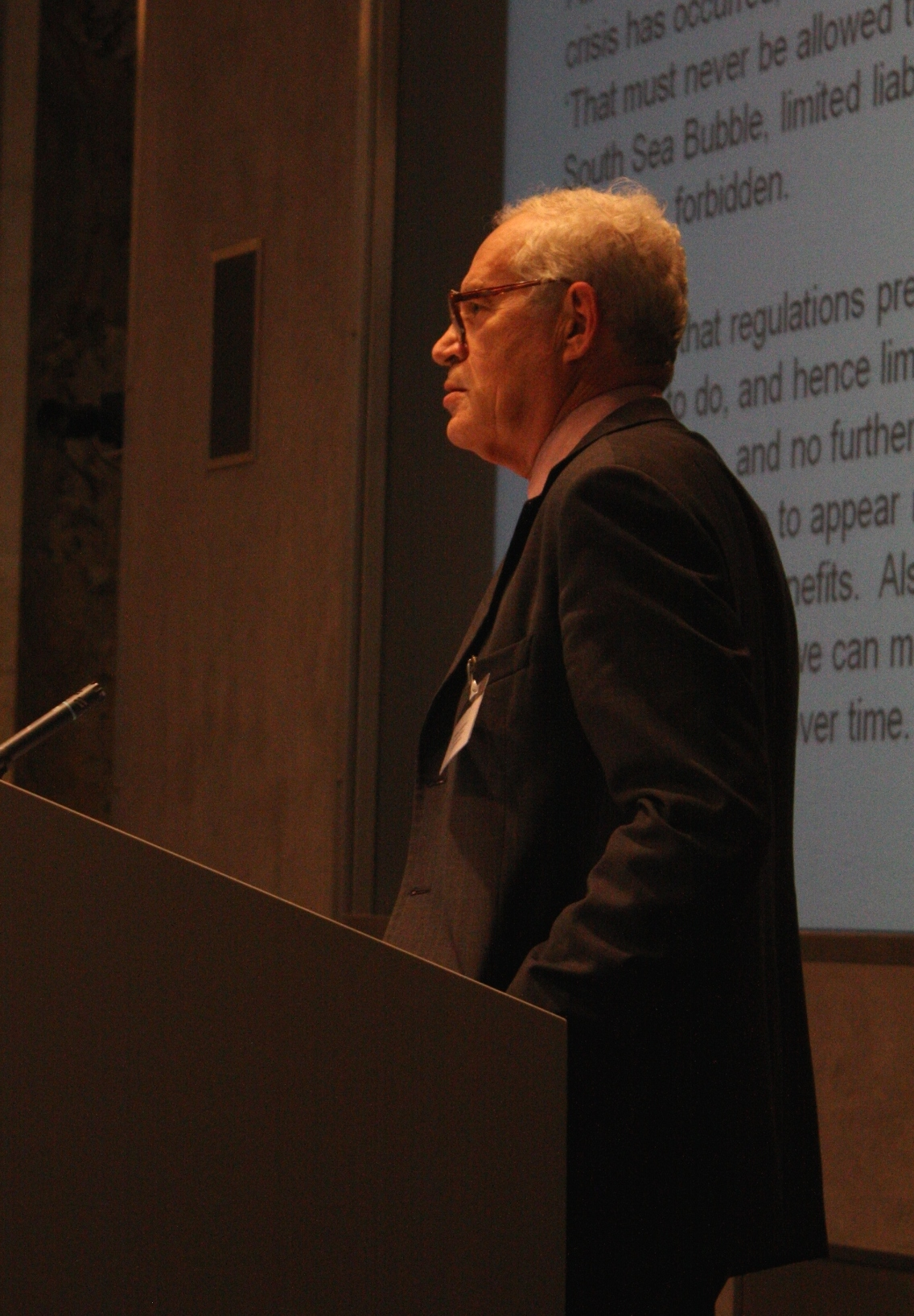
Charles Goodhart donant una conferència el 2012

## Expressions alternatives
- Qualsevol regularitat estadística observada tendirà a desplomar-se una vegada es pressioni per a usar-la amb propòsits de control.

(Formulació original de Goodhart en 1975)
- Un model de risc s'enfonsa quan s'usa amb un propòsit regulador. (Daníelsson, 2002)

(Daníelsson etiqueta tal afirmació com un corol·lari de la llei de Goodhart.)
- La llei de Goodhart és una expressió generalitzada en ciències socials de la famosa crítica de Lucas en economia.